# دانيال إي. فرايدمان
دانيال إي. فرايدمان هو فيزيائي كندي، ولد في 1956 في سانتياغو في تشيلي.

## وصلات خارجية
- الموقع الرسمي